# Laga (Verwaltungsamt)
| \| \| |
|       |

|  |

Laga ist ein osttimoresisches Verwaltungsamt (portugiesisch Posto Administrativo) in der Gemeinde Baucau. Verwaltungssitz ist Laga im Suco Soba.

## Geographie

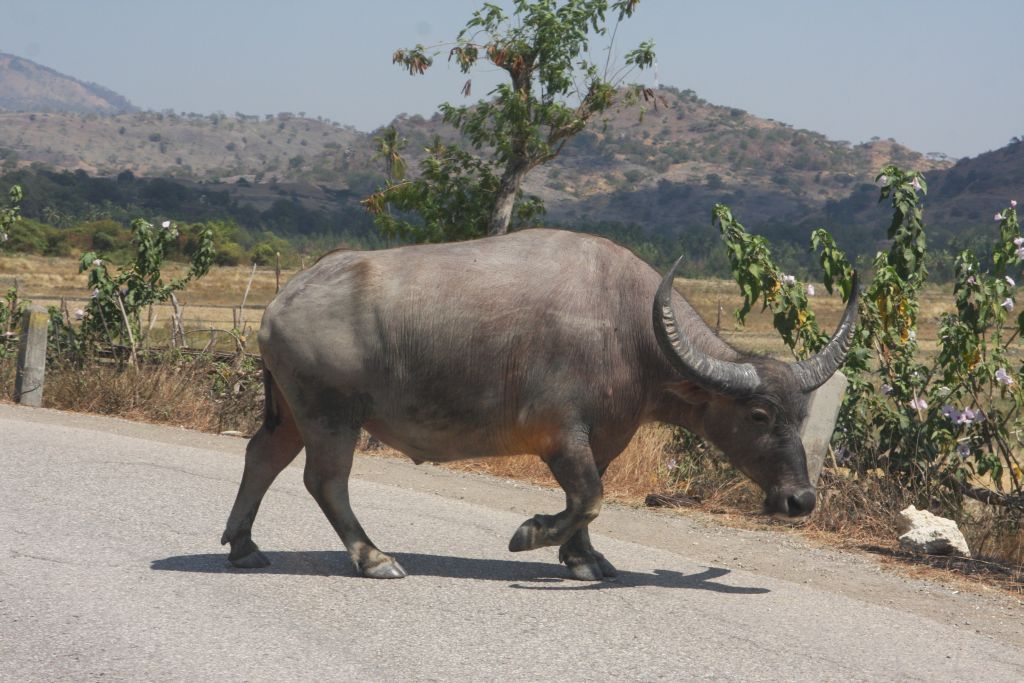
Wasserbüffel in Laga

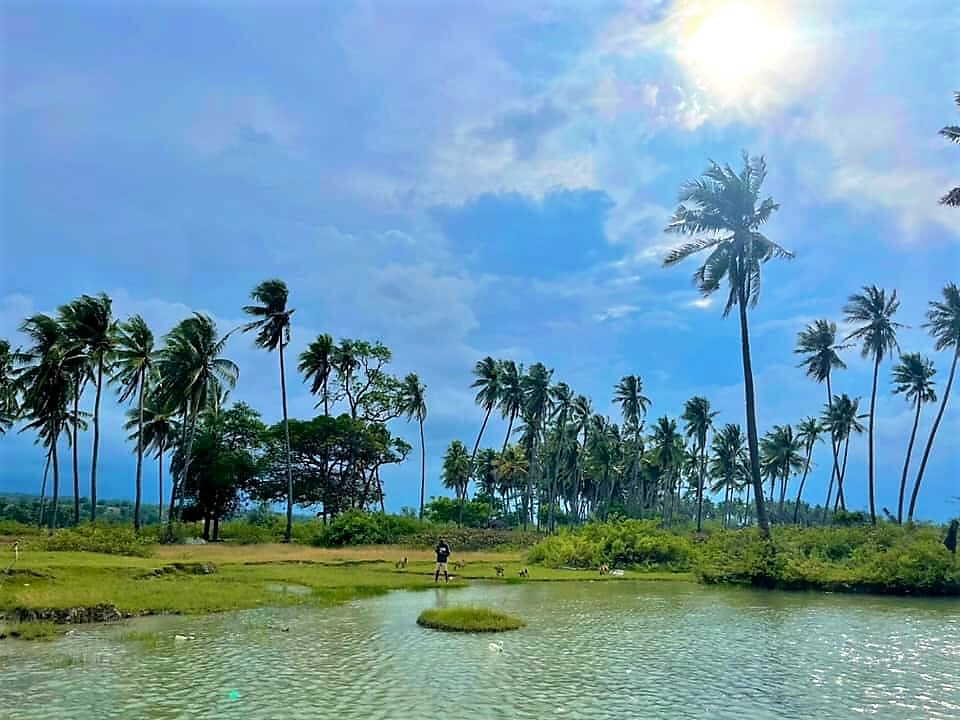
Der Roliu-See

Bis 2014 wurden die Verwaltungsämter noch als Subdistrikte bezeichnet. Vor der Gebietsreform 2015 hatte Laga eine Fläche von 191,99 km². Nun sind es 194,07 km².
Das Verwaltungsamt Laga liegt im Nordosten der Gemeinde Baucau, an der Küste der Straße von Wetar. Im Osten grenzt er an die Gemeinde Lautém, im Süden an die Verwaltungsämter Baguia und Quelicai Antigo und im Westen an das Verwaltungsamt Baucau. Die Grenze zu Baucau wird vom Fluss Borauai gebildet. Weitere Flüsse, die in Laga in die Straße von Wetar münden sind unter anderem der Lequinamo und der Binagua. Östlich vom Ort Laga liegt im Suco Nunira der Salzsee Lagoa Laram mit einer Fläche von 150.000 m².
Laga teilt sich in neun Sucos: Atelari, Libagua, Nunira, Saelari, Sagadate (Sagadati), Samalari, Soba, Tequinaumata (Tequino Mata, Tekinomata) und Ueru-Mata. Diese unterteilen sich wiederum in 57 Aldeias.

Klimadaten
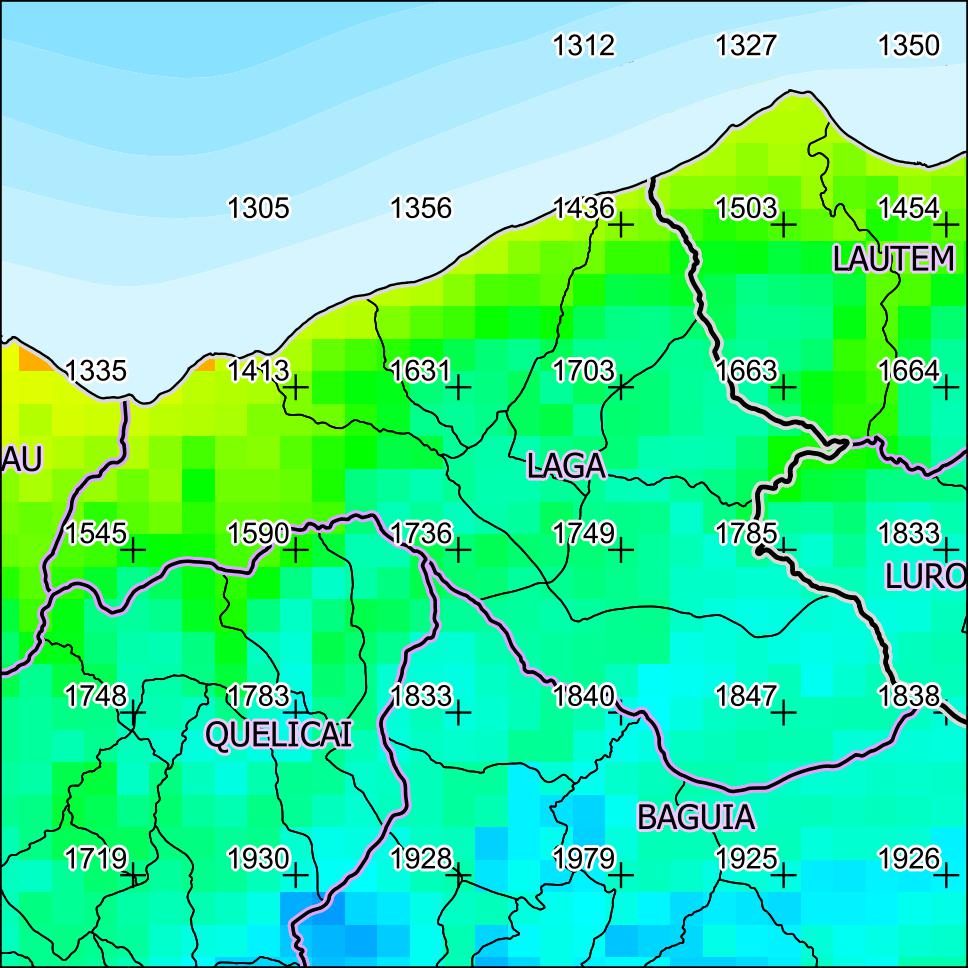
Jährliche Niederschlagsmenge (2000)
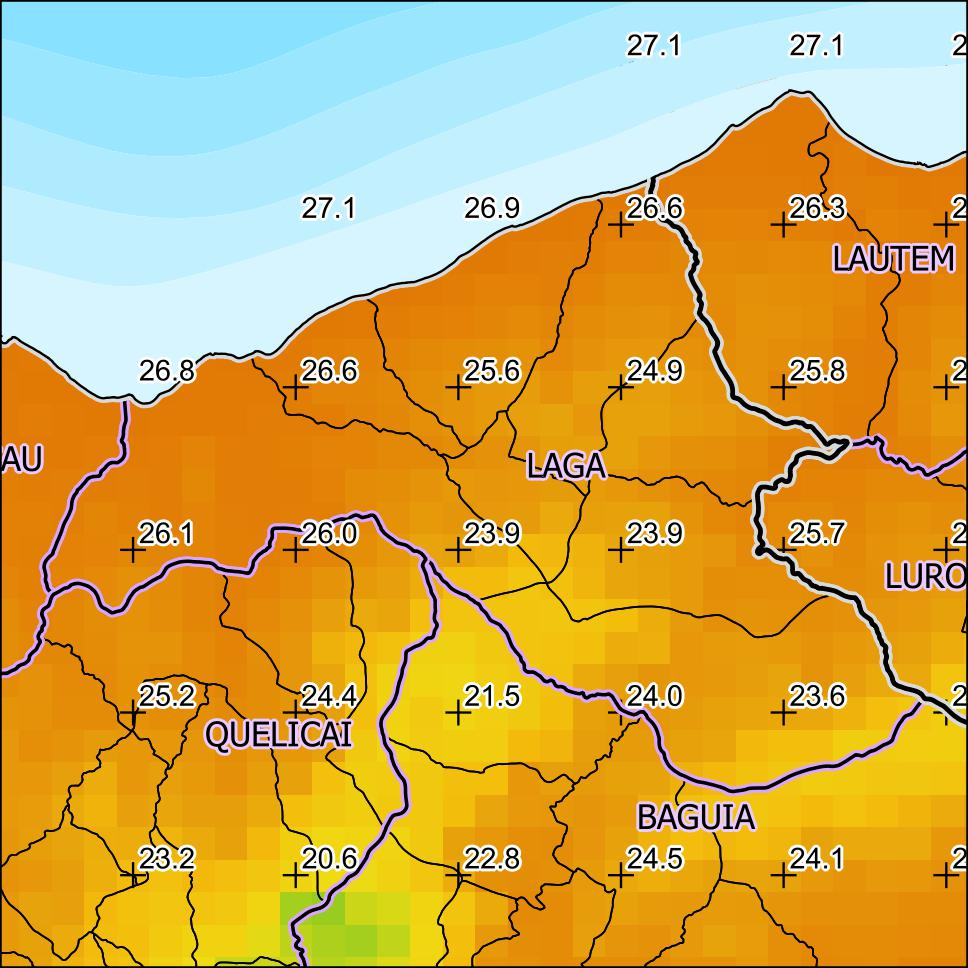
Jahresdurchschnitts-temperatur (2000)

## Einwohner
Im Verwaltungsamt leben 19.781 Menschen (2022), davon sind 9.996 Männer und 9.785 Frauen. In Laga gibt es 3.584 Haushalte. Die größte Sprachgruppe bilden die Sprecher der Nationalsprache Makasae. Der Altersdurchschnitt beträgt 18,2 Jahre (2010, 2004: 17,3 Jahre). Die Organisation Sagrada Família hat in Laga ihre Basis.

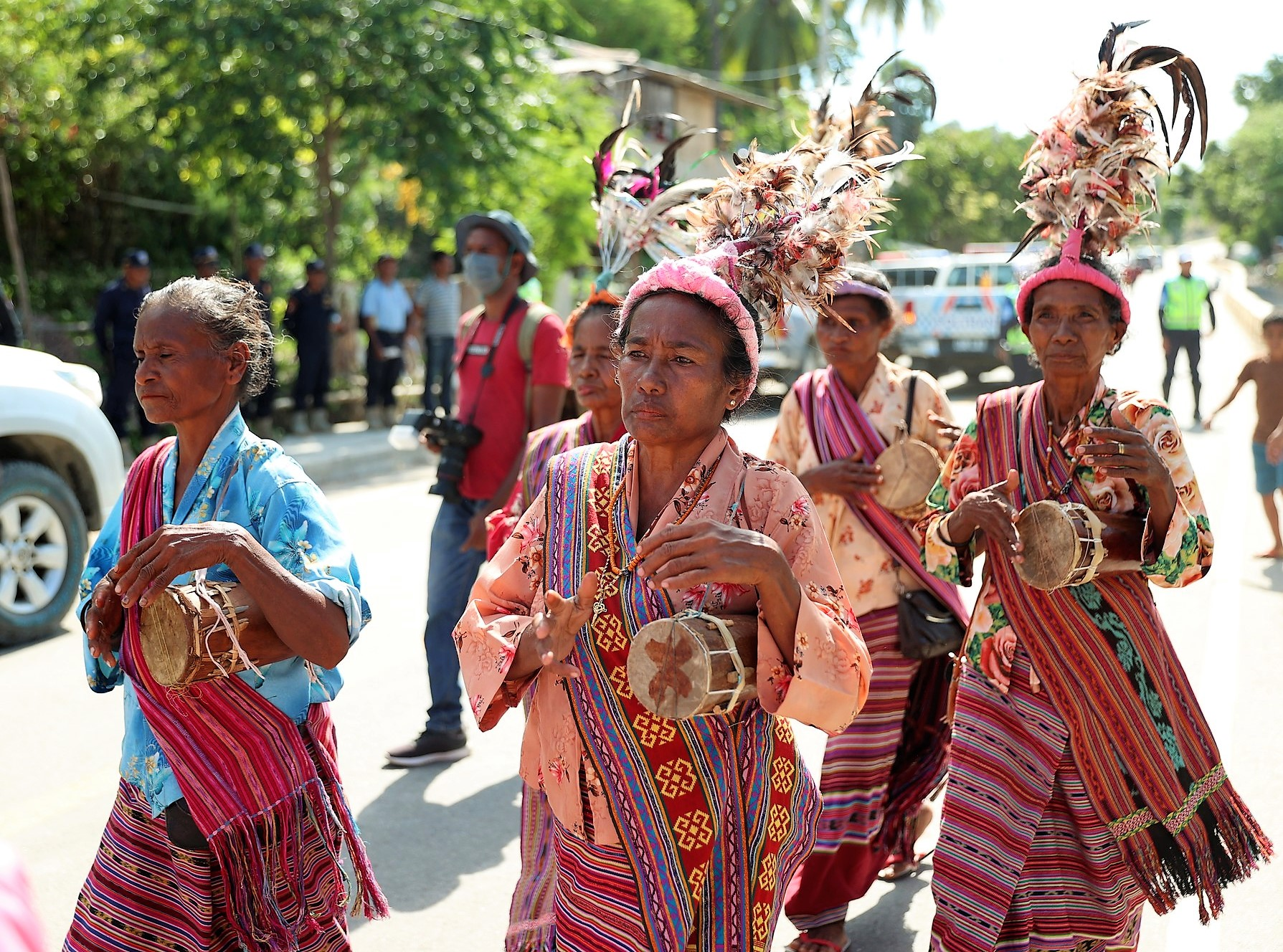
Feierlichkeiten in Laga (2022)
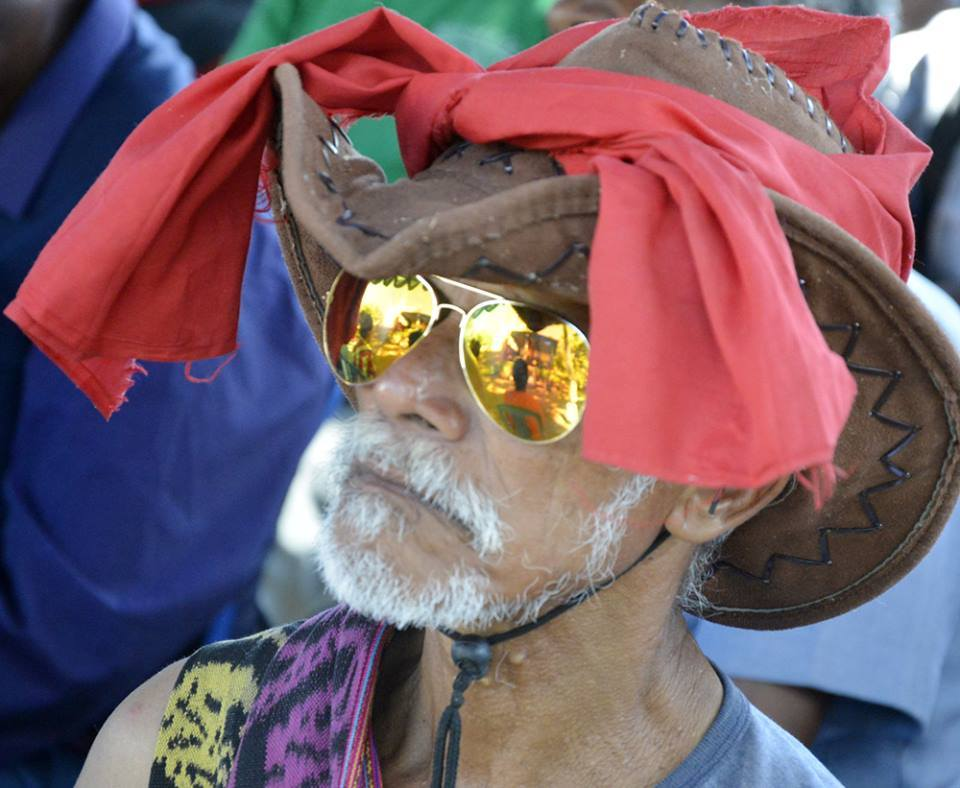
Mann in Sagadate

## Geschichte

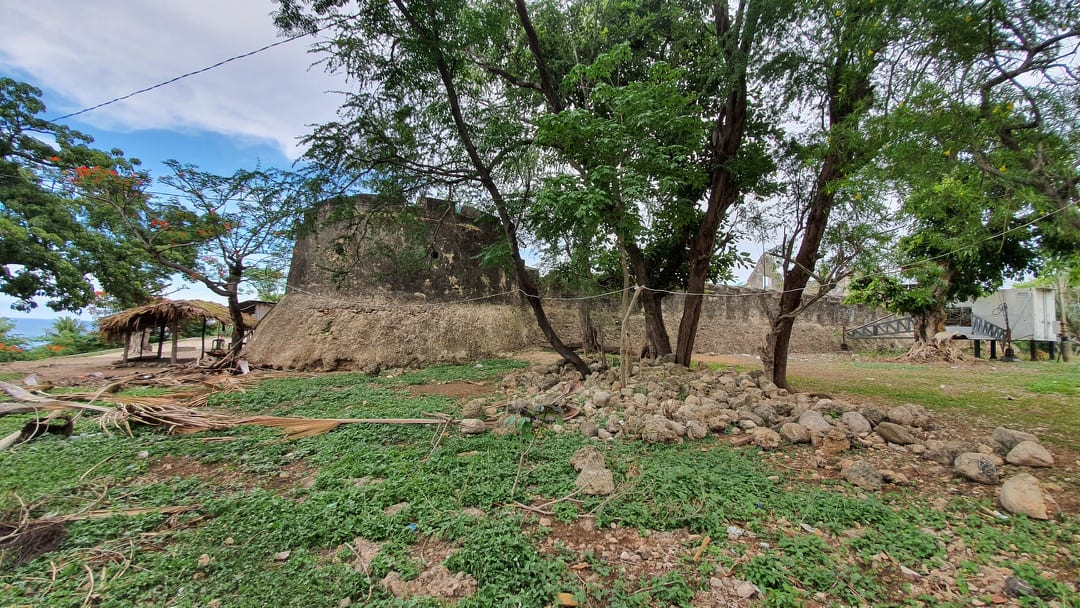
Portugiesische Festung von Laga

Im Juni 1863 wurde ein Aufstand der Makasae von Laga durch die Portugiesen niedergeschlagen und das Dorf niedergebrannt. Dabei wurde auch der Anführer der Rebellion von 1861 in Laclo gefangen genommen. Im August 1867 rebellierten die Einwohner vom Galoli-Reich von Vemasse, zu dem auch Laga gehörte. Auch diese Rebellion scheiterte.
Während der Schlacht um Timor wurde der Ort Laga im Januar 1943 von der Royal Australian Air Force als wichtiger Ankerplatz bombardiert.

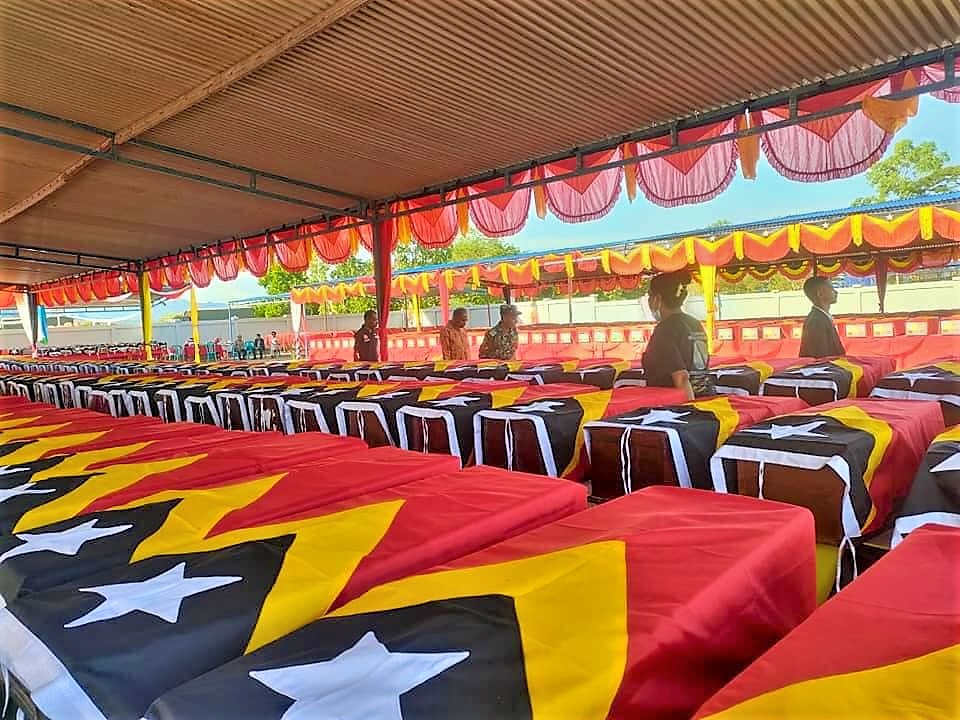
Heldenfriedhof von Laga

Als Laga im Dezember 1975 von den Indonesiern besetzt wurde, floh die Bevölkerung in die Wälder. Die indonesischen Soldaten töteten das Vieh, raubten die Nahrungsmittelvorräte und brannten Häuser nieder. Ende 1979 gab es im Ort Laga ein indonesisches Lager für Osttimoresen, die zur besseren Kontrolle von den Besatzern umgesiedelt werden sollten. Weitere sogenannte Transit Camps gab es in Atelari und Saelari. Im August 1978 wurden vier osttimoresische Zivilisten am Berg Tokegua, nahe Samagata, von indonesischen Soldaten verhaftet. Sie hatten ihr Flüchtlingscamp auf der Suche nach Nahrung verlassen, hatten aber dafür keine Genehmigung. Eine Person wurde bei One-Bu'u getötet, eine weitere in Uasagia und eine dritte in Cotamutu (Distrikt Lautém). 1997 beschossen Widerstandskämpfer in Laga einen indonesischen Militärlastwagen mit Granaten und töteten dabei 18 Soldaten.
Anfang Juli 2010 zerstörte eine Flut etwa 1000 Hektar Reisfelder. 400 Haushalte waren davon betroffen.
Laga gilt als die Heimat von vielen Mitgliedern des paramilitärischen Konseilu Revolusionariu Maubere (KRM, deutsch Revolutionärer Rat Maubere). Mehrfach kam es hier zu Zwischenfällen mit dem KRM.
Im November 2013 verstießen KRM-Mitglieder gegen das allgemeine Trageverbot von Militäruniformen durch Zivilpersonen bei einem Aufmarsch auf dem Fußballfeld von Laga. Im Februar 2014 kam es in Lalulai bei einer Polizeiaktion zu einem Schusswechsel mit KRM-Mitgliedern. Ein Polizist wurde durch einen Molotowcocktail verletzt. Am 3. März wurde die KRM für illegal erklärt. Am 10. März errichteten KRM-Mitglieder eine Blockade an der Straße nach Baucau. Eine Person wurde durch einen geworfenen Sprengsatz verletzt. Zwar stellte sich die KRM-Führung am 14. März den Behörden, wurde aber im Dezember 2014 wieder freigelassen. Im Januar 2015 nahm der KRM in Laga zwei Polizisten als Geiseln und verwundete zwei weitere. Premierminister Xanana Gusmão fuhr persönlich in einem Konvoi nach Laga und erreichte in Verhandlungen die Freilassung der Geiseln. KRM-Führer Mauk Moruk floh mit seinen Leuten in den Dschungel.

## Politik
| Administrator des Subdistrikts/Verwaltungsamts |                         |                    |
| Bild                                           | Name                    | Amtszeit           |
|                                                | Baltazar Belo           | um 2004            |
|                                                | Francisco da Costa Belo | um Juli 2010, 2015 |
|                                                | Sabino Ximenes          | um 2016            |
|                                                | Domingos Loyola Pereira | um 2022 und danach |

Der Administrator des Verwaltungsamts wird von der Zentralregierung in Dili ernannt. 2015 war dies Francisco C. Belo, 2016 Sabino Ximenes, und 2022/2023 Domingos Loiola José Pereira.

## Wirtschaft
57 % der Haushalte bauen Mais an, 52 % Kokosnüsse, 41 % Reis (in Tequinaumata), 41 % Maniok, nur 5 % Kaffee und 24 % Gemüse. Von Laga bis nach Lautém gibt es Erde, die zur Farbgewinnung verwendet werden kann. An der Küste wird Salz gewonnen.

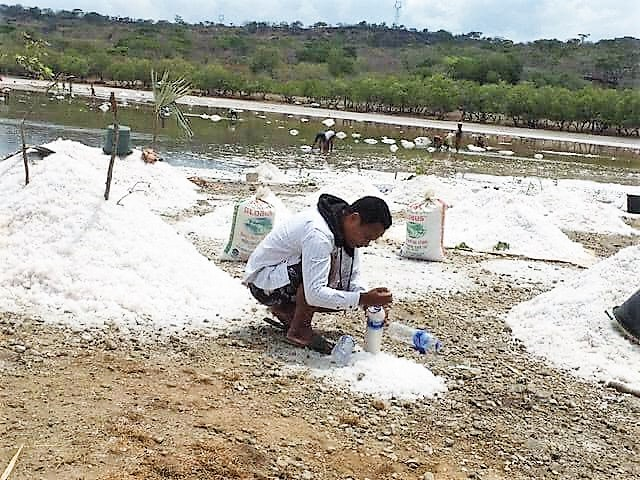
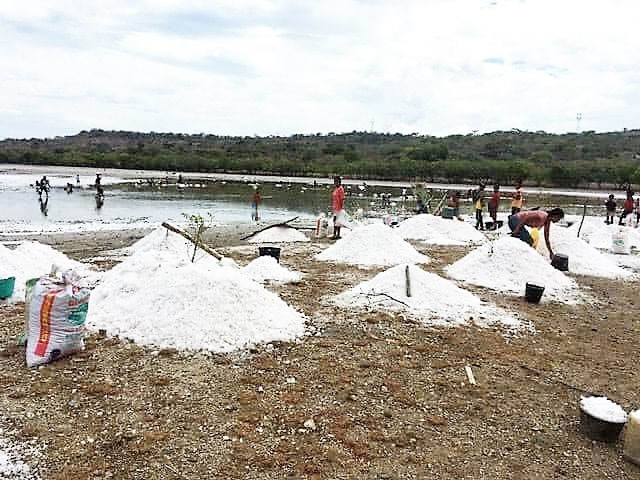
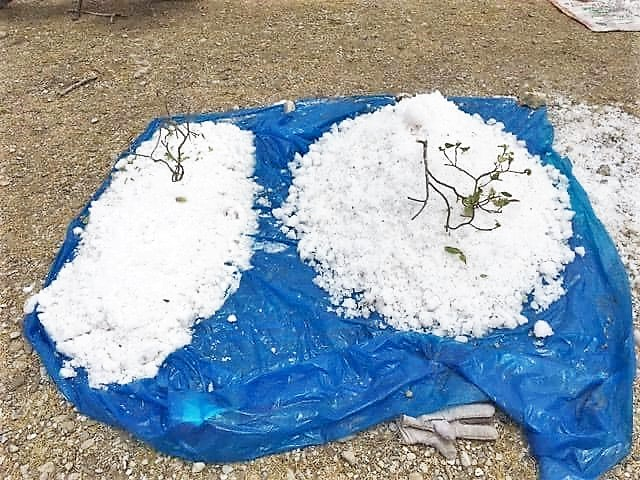
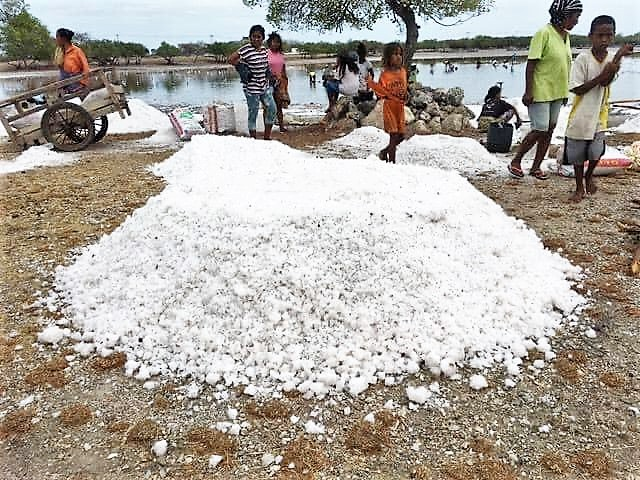
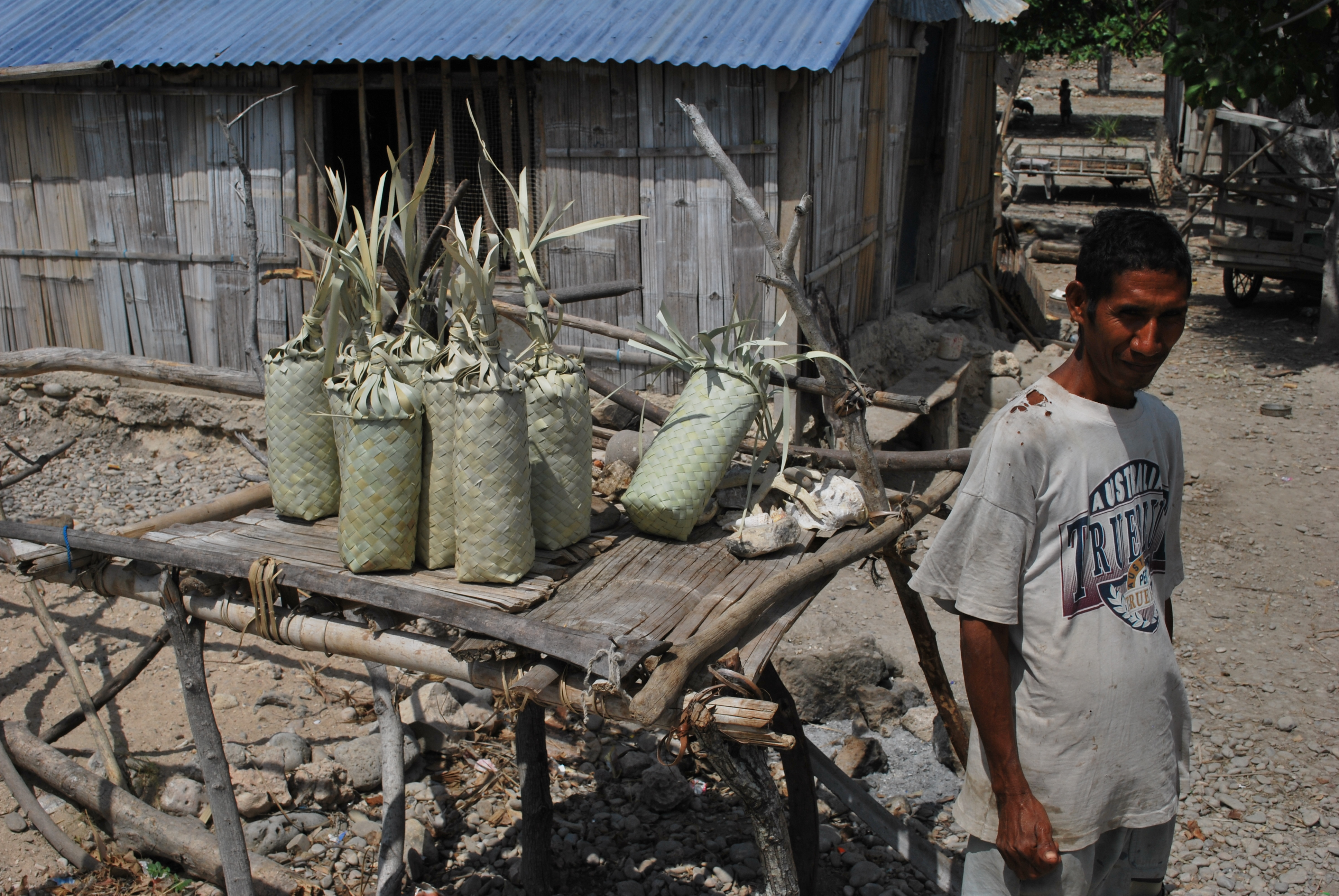
Salzhändler

## Partnerschaften
- Gympie, Australien[24]

Mit dem australischen Cooloola Shire Council besteht eine Partnerschaft.

## Persönlichkeiten
- Abel Ximenes (* 1950), Freiheitskämpfer und Politiker
- André da Costa Belo L4 (1957–2018), Freiheitskämpfer und Politiker
- Cornélio L7 da Conceição Gama (* 1945 in Saelari), Politiker und Freiheitskämpfer